# لوكاس أندرسن
لوكاس أندرسن (بالدنماركية: Lucas Andersen)‏ (13 سبتمبر 1994 آلبورغ الدنمارك - ) هو لاعب كرة قدم دانمركي، يلعب كلاعب وسط.

## مسيرته

### مسيرته مع المنتخبات الوطنية
- 2009 - 2010 لعب مع منتخب الدنمارك تحت 17 سنة لكرة القدم 7 مباريات سجل خلالها هدف.
- 2010 - 2011 لعب مع منتخب الدنمارك تحت 17 سنة لكرة القدم 21 مباراة سجل خلالها هدفين.
- 2011 - 2011 لعب مع منتخب الدنمارك تحت 19 سنة لكرة القدم مباراة.
- 2011 - 2012 لعب مع منتخب الدنمارك تحت 19 سنة لكرة القدم 14 مباراة.

### مسيرته مع الأندية
- 2009 - 2010 لعب مع منتخب الدنمارك تحت 16 سنة لكرة القدم 7 مباريات سجل خلالها هدف.
- 2010 - 2012 لعب مع البورك بولدسبيلكلوب [الإنجليزية]‏ 41 مباراة سجل خلالها 3 أهداف.
- 2011 - 2011 لعب مع منتخب الدنمارك تحت 18 سنة لكرة القدم مباراة.
- 2011 - 2012 لعب مع نادي أوبه 41 مباراة سجل خلالها 3 أهداف.
- 2012 - 2015 لعب مع أياكس أمستردام 37 مباراة سجل خلالها هدفين.
- 2013 - 2015 لعب مع شباب أياكس 23 مباراة سجل خلالها 7 أهداف.

## روابط خارجية
- لوكاس أندرسن على موقع الاتحاد الأوربي (الإنجليزية)
- لوكاس أندرسن على موقع قاعدة بيانات كرة القدم.إي يو (الإنجليزية)
- لوكاس أندرسن على موقع ناشيونال فوتبول تيمز (الإنجليزية)
- لوكاس أندرسن على موقع Soccerbase.com (لاعب) (الإنجليزية)
- لوكاس أندرسن على موقع Soccerway.com (الإنجليزية)
- لوكاس أندرسن على موقع عالم كرة القدم.نت (الإنجليزية)
- لوكاس أندرسن على موقع AS.com (الإسبانية)